# Stanley Mazor

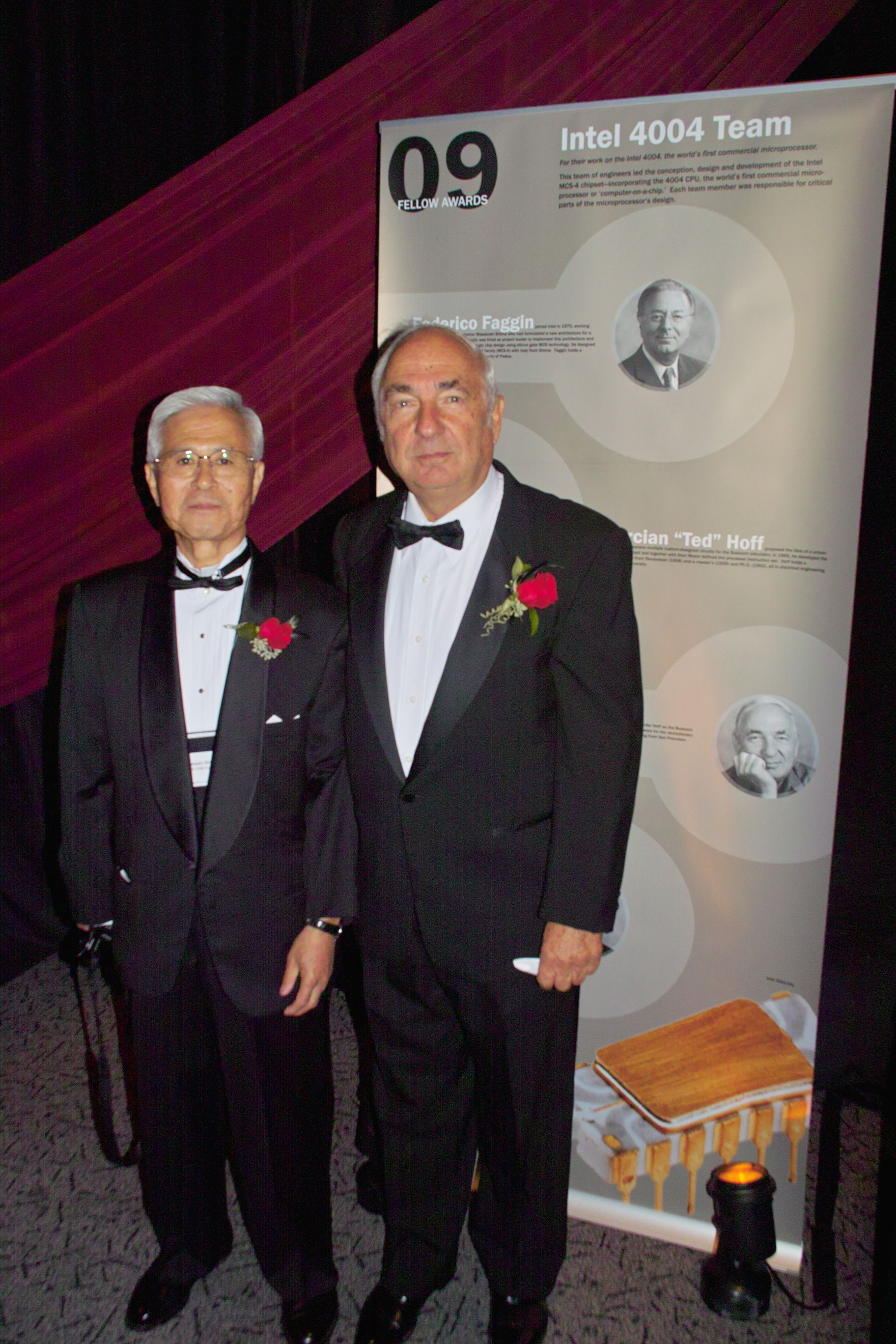
Masatoshi Shima (links) und Stan Mazor (rechts) 2009 im Computer History Museum

Stanley „Stan“ Mazor (* 22. Oktober 1941 in Chicago) ist ein US-amerikanischer Computer-Ingenieur. Er war wesentlich an der Entwicklung des Intel 4004 beteiligt, des ersten kommerziellen Mikroprozessors.

## Leben und Werk
Mazor studierte Mathematik an der San Francisco State University, wo er sich als Programmierer für den IBM 1620 der Universität für Computer zu interessieren begann. Ab 1964 war er bei Fairchild Semiconductor in Mountain View als Programmierer und später Computeringenieur und Computerarchitekt. Er war an der Entwicklung des Symbol Computers beteiligt (ein Projekt für einen High Level Language Computer), wofür er ein Patent erhielt.
1969 ging er zu Intel, wo er Ted Hoff beim Entwurf des 4004 unterstützte und 1970 Teil des Entwurfsteams um Federico Faggin wurde (mit Masatoshi Shima). Er schrieb Software für den 4004 und schlug den 8-Bit-Mikroprozessor Intel 8008 vor. Außerdem war er Mitentwickler des Intel 8080.
1974 wechselte er in die Zweigstelle von Intel nach Brüssel und arbeitete als Ingenieur im Kontakt mit Kunden der Firma (Field Applications Engineer), ging aber im folgenden Jahr zurück nach Kalifornien, um intern bei Intel in der Technical Training Group zu unterrichten. Er lehrte auch an der Stanford University und der Santa Clara University und weltweit an verschiedenen Universitäten (Schweden, Südafrika, China).
In den 1980er Jahren arbeitete er für Silicon Compiler Systems (ab 1984) und Synopsys. 2008 war er Training Director bei der Softwarefirma BEA Systems.
Er ist Fellow des Computer History Museum. 1997 erhielt er mit Hoff, Faggin und Shima den Kyoto-Preis und 2009 die National Medal of Technology mit Hoff und Faggin.

## Schriften
- A guide to VHDL. Kluwer 1992, 2. Auflage 1993.